# Atlantic (Metro de Los Ángeles)
Atlantic es una estación en la línea E del Metro de Los Ángeles y es administrada por la Autoridad de Transporte Metropolitano del Condado de Los Ángeles. La estación se encuentra localizada en East Los Angeles, California. Esta estación es la terminal sureste de la línea Oro.

## Servicios
- Metro Local: 260
- Metro Rapid: 762
- Montebello Bus Lines: 10, 40, 341, 342
- El Sol